# Jankovo Selište
Jankovo Selište – wieś w Chorwacji, w żupanii karlowackiej, w gminie Generalski Stol. W 2011 roku liczyła 77 mieszkańców.